# Bulduk (Şabanözü)
Bulduk is een dorp in het Turkse district Şabanözü en telt 156 inwoners (2000).

## Verkeer en vervoer

### Wegen
Bulduk ligt aan de provinciale weg 18-51.
Centrale districtsplaats (İlçe Merkezi): Şabanözü
Gemeenten (Beldeler): Gümerdiğin · Gürpınar
Dorpen (Köyler):
Bakırlı · Bulduk · Bulgurcu · Büyükyakalı · Çapar · Çaparkayı · Çerçi · Göldağı · Gündoğmuş · Kamışköy · Karahacı · Karakoçaş · Karamusa · Karaören · Kutluşar · Küçükyakalı · Martköy · Ödek · Özbek